# دریافت‌کننده جاسوس بود
دریافت‌کننده جاسوس بود (به انگلیسی: The Catcher Was a Spy) نام یک فیلم زندگی‌نامه‌ای و جاسوسی محصول ۲۰۱۸ آمریکاست. کارگردان فیلم بن لوین است و فیلم‌نامهٔ آن را رابرت رودات از روی کتابی به همان نام -دریافت‌کننده توپ جاسوس بود- نوشتهٔ نیکلاس داویدوف به رشتهٔ تحریر درآورده‌است. پل راد، جانکارلو جانینی، تام ویلکینسون، سیه‌نا میلر، جف دانیلز، مارک استرانگ، هیرویوکی سانادا و گای پیرس در این فیلم به نقش‌آفرینی پرداخته‌اند.
فیلم دربارهٔ مو برگ، بازیکن پیشین بیسبال آمریکایی است که در جنگ جهانی دوم به جاسوسی برای دولت آمریکا روی آورد و کوشید تا جلوی ساخت بمب اتم از سوی رایش سوم را بگیرد. او در این راه مخفیانه به سوئیس می‌رود و قصد دارد ورنر هایزنبرگ دانشمند اتمی آلمان را ترور کند.